# 5,8 × 42 mm
Il 5.8 × 42 millimetri DBP87 (" D An (弹) B ùqiāng (步枪) P utong (普通), 19 87 "; letteralmente "Fucile cartuccia standard 1987") è una cartuccia militare sviluppata nella Repubblica popolare Cinese.
L'Esercito popolare di liberazione afferma che la sua cartuccia è superiore alle cartucce della NATO da 5,56 × 45 mm e a quelle russe da 5,45 × 39 mm. Un'altra variante chiamata DBP88 è stata progettata specificamente per le armi automatiche pesanti e per i fucili dei tiratori scelti. La cartuccia pesante da 5,8 × 42 mm ha le stesse dimensioni della cartuccia standard da 5,8 × 42 mm, ma utilizza un proiettile aerodinamico più lungo con un'anima pesante in acciaio per aumentare le prestazioni a distanze prolungate. A partire dal 2010 tutte le varianti della cartuccia da 5,8 × 42 mm sono state gradualmente sostituite dalla variante DBP10.